# Retep
Retep is een Nederlandse gagstrip die werd geschreven en getekend door striptekenaar Eric Schreurs over een roze, knorrige antropomorfe hond. De strip werd van 31 december 1983 t/m 1 november 1984 gepubliceerd in de krant De Waarheid, maar daarna gestopt omdat de lezers van de krant er aanstoot aan namen. De strips werden van 1984 t/m 1986 als twee pocketboekjes en twee verzamelalbums uitgegeven door uitgeverij Espee.